# William Petersson

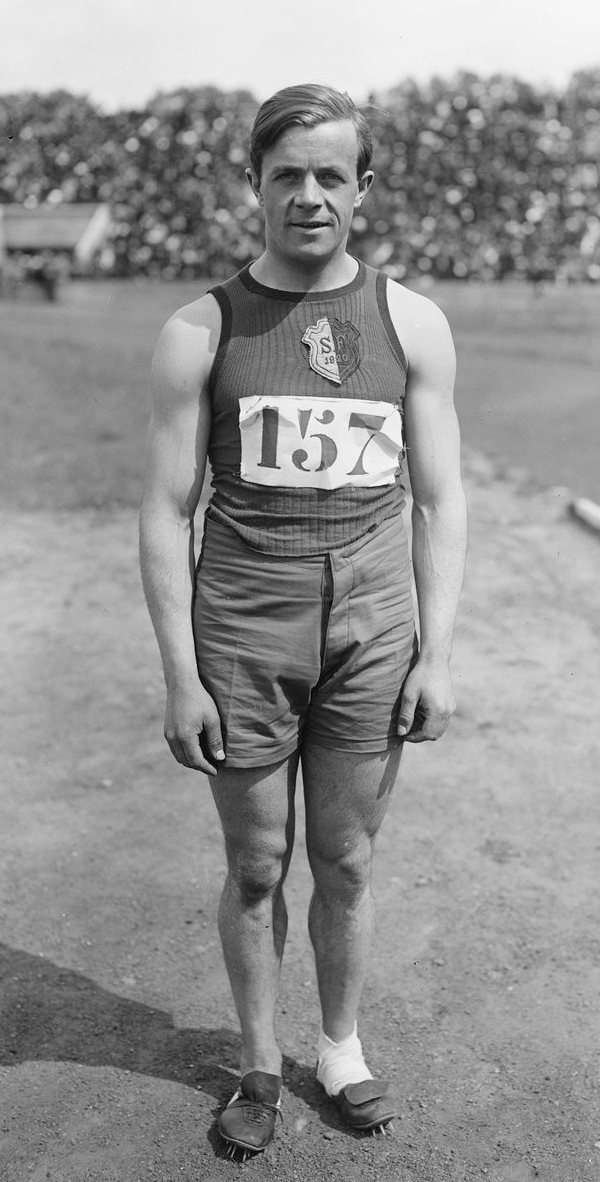
William Petersson, 1921

Reinhold William Eugen Petersson, später Björneman, (* 6. Oktober 1895 in Sandby auf Öland; † 10. Mai 1965 in Kalmar) war ein schwedischer Leichtathlet. Bei einer Körpergröße von 1,84 m betrug sein Wettkampfgewicht 78 kg.
Bei den Olympischen Spielen 1920 in Antwerpen gewann Petersson mit einer Weite von 7,15 Metern die Goldmedaille im Weitsprung. Er war der erste und bis 1964, als der Waliser Lynn Davies gewann, einzige Weitsprung-Olympiasieger, der nicht aus den USA kam.
Petersson gewann in Antwerpen noch eine zweite Medaille, als er mit der schwedischen 4-mal-100-Meter-Staffel den dritten Platz belegte. Später änderte Petersson seinen Nachnamen in Björneman. William Björneman war Funktionär des Internationalen Leichtathletikverbandes (IAAF).